# Barnen i Höjden
Barnen i höjden heter 1972 års adventskalender som sändes både i SR:s (under namnet När sagan blommade) och Sveriges Radio-TV. Kalenderns första avsnitt sändes detta år redan den 30 november och serien hade alltså 25 avsnitt. För manus och regi stod Leif Krantz, som även gav ut historien om Barnen i Höjden som bok samma år under titeln Snucke på sexton (Snucke själv bodde på sextonde våningen). Detta var den sista kalender, som samsändes i både radio och tv. Från och med året därpå sändes olika kalendrar i de båda medierna. 
Kalendern utgavs på DVD den 23 oktober 2013.

## Handling
Serien utspelar sig i ett 24 våningar högt höghus i betong och handlar om människorna som bodde där. Huvudpersonen Snucke bodde ensam med sin mamma som var hårfrisörska – faderns roll inskränkte sig till att betala underhåll varje månad. Snucke utforskade en våning i taget med början på bottenvåningen och rörde sig uppåt. Stämningen i huset Höjden var dålig till en början, eftersom nästan alla var nyinflyttade och det rådde stor misstro mellan grannarna. Dock blev de boende alltmer vänner ju närmare julen kom.

## Papperskalender
Själva kalendern detta år utformades av Torsten "Totte" Bergentz och var i byggsats som kunde byggas upp med klister och tejp till en modell av ett höghus där vissa av fönstren var luckor. Huset hade två olika färger på varsin sida, gul och blå. Den gula sidan kallades för "Snuckes hus" och den blå för "Mårtens hus", så att folk kunde skilja på vilken som var TV:s kalender och vilken som var radions.

## Mottagande
Eftersom vissa i huset inte hade råd att fira jul debatterades så kallad "vänstervridning".
Serien väckte rabalder och anklagelser om att den inte innehöll någon julstämning, utan bara fick folk att bli deprimerade av den värld som karaktärerna levde i.

## Medverkande
- Stefan Grybe − Snucke
- Lena Söderblom − Britt (Snuckes mamma)
- Tor Isedal − Gary (brevbärare)
- Charlotta Öman − Lotta
- Simon Edwardsson − Ferenc
- Björn Margulies − Ola
- Eric Gustafson − Hugo Blom
- Britta Brunius − Fru Olsen
- Göthe Grefbo − Stradikovski
- Niklas Hald − Benny Blyth
- Margit Carlqvist − Fru Blyth
- Leif Liljeroth − Herr Blyth
- Johan Frithiof − Matti
- Annika Tretow − Mattis mamma
- Ulla Melin − Fru Bunt
- Andreas Hedwall − Wille Löfsten
- Lars Lind − Olle Löfsten
- Gun Arvidsson − Britta Löfsten
- Chris Wahlström − Städtanten
- Jan Bergquist − Arkitekten
- Arne Källerud − Fornberg
- Monica Priede − June
- Staffan Hallerstam − Istvan
- Åsa Svenborn − Pyttan
- Gunvor Pontén − Pyttans mamma
- Leif Johansson − Pyttans pappa
- Pia Arnell − Fru Jönsson
- Alice Eklund − Virginia Ekholm
- Helena Reuterblad − Fru Myrthe
- Lars Edström − Herr Mossberg
- John Harryson − Yngve F. Johnson
- Jane Friedmann − Tuttan
- Nils Hallberg − Malte Vänberg
- Thore Segelström − Elofsson
- Anders Nyström − John Hissing
- Christina Carlwind − Baby
- Nils Eklund − Helmer Gasberg
- Lena Dahlman − Kerstin Svanström
- Susan Pak − Su-San
- Tommy Johnson − Söderberg
- Fillie Lyckow − Tidningstanten
- Axel Düberg − Sopgubbe
- Caroline Lindén − Pia
- Willy Peters − Major von Armén
- Gunnar Ernblad − Kyling
- Börje Mellvig − von Meeting
- Jan Ahlgren − Mundal
- Britta Pettersson − Eva Martin
- Ulf Håkan Jansson − Bo Martin
- Håkan Westergren − Flygkapten Holm
- Lisskulla Jobs − Henrietta Holm
- Ulla-Bella Fridh − Fru Oskarsson
- Tage Severin − Herr Oskarsson
- Gus Dahlström − Flyttgubbe
- Rune Hallberg − Olas pappa
- Marianne Mohaupt − Olas mamma
- Gabriella Sahlberg − Monica Löfsten
- Nikola Janic − Herr Sergovicz
- Carolina Hellsing − Britta
- Petter Hellsing − Pontus
- Eva Stiberg − Märta Svensson
- Bert-Åke Varg − Hugo Svensson
- Margareta Bergman − Farmor
- Cristian Persson − Pentti
- Pär Anders Lindholm − Lasse
- Iwar Wiklander − Vicevärden

### Fotnoter
1. ↑  Sveriges Radio läst 2020-08
2. ↑  ”Barnen i Höjden | Svensk mediedatabas (SMDB)”. smdb.kb.se. https://smdb.kb.se/catalog/id/002958289. Läst 7 februari 2023.
3. ↑  Jan Gradvall (1996). TV! Nedslag i Sveriges Televisions historia. Stockholm: Sveriges Radios förlag. ISBN 91-522-1780-9
4. ↑  Cabot, Caroline (2020). Julkalendern genom tiderna. ISBN 978-91-7795-389-0. OCLC 1237997582. https://www.worldcat.org/oclc/1237997582. Läst 7 februari 2023
5. ↑   När Var Hur 1999. DN